# ممل آمریکایی
ممل آمریکایی فیلمی به کارگردانی شاپور قریب و با بازی بهروز وثوقی و گوگوش  محصول سال ۱۳۵۳ هجری خورشیدی است.

## خلاصه
جوانی مشهور به ممل آمریکایی هدفش سفر به آمریکا است. ممل دوستی دارد که از آمریکا برایش نامه می‌نویسد و او را به رفتن به آمریکا تشویق می‌کند. ممل با دزدیدن قالپاق اتومبیل و فروش آنها به یک ارمنی به نام سرکیس روزگار می‌گذراند. او به کمک سرکیس گذرنامه می‌گیرد؛ اما چون ضامن معتبری ندارد به او ویزا نمی‌دهند. روزی ممل اتومبیل زنی به نام نسرین را می‌دزدد و در آن نامه‌ای می‌یابد که از نسرین دعوت شده به آمریکا سفر کند. ممل اتومبیل را به نسرین پس می‌دهد و با او دوست می‌شود. مادر نسرین ضامن ممل می‌شود؛ اما وقتی دوستی میان ممل و نسرین عمیق می‌شود نسرین به ممل می‌گوید که آن زن مادرش نیست، بلکه زن ثروتمند و خوش گذرانی است که چشمش در پی مردها است. ممل از نسرین می‌رنجد و به او پرخاش می‌کند. ممل وقتی می‌بیند نسرین سرپناهی ندارد او را به خانهٔ پدری اش می‌برد و به عنوان نامزدش معرفی می‌کند. صبح روز بعد وقتی ممل از خواب بیدار می‌شود می‌بیند که نسرین خانه را ترک کرده‌است. چندی بعد ممل تصمیم می‌گیرد همراه زن خوش گذران به آمریکا برود؛ اما ناگهان نسرین را میبیند بلیط آمریکا را پاره میکند و نسرین را در آغوش میگیرد.

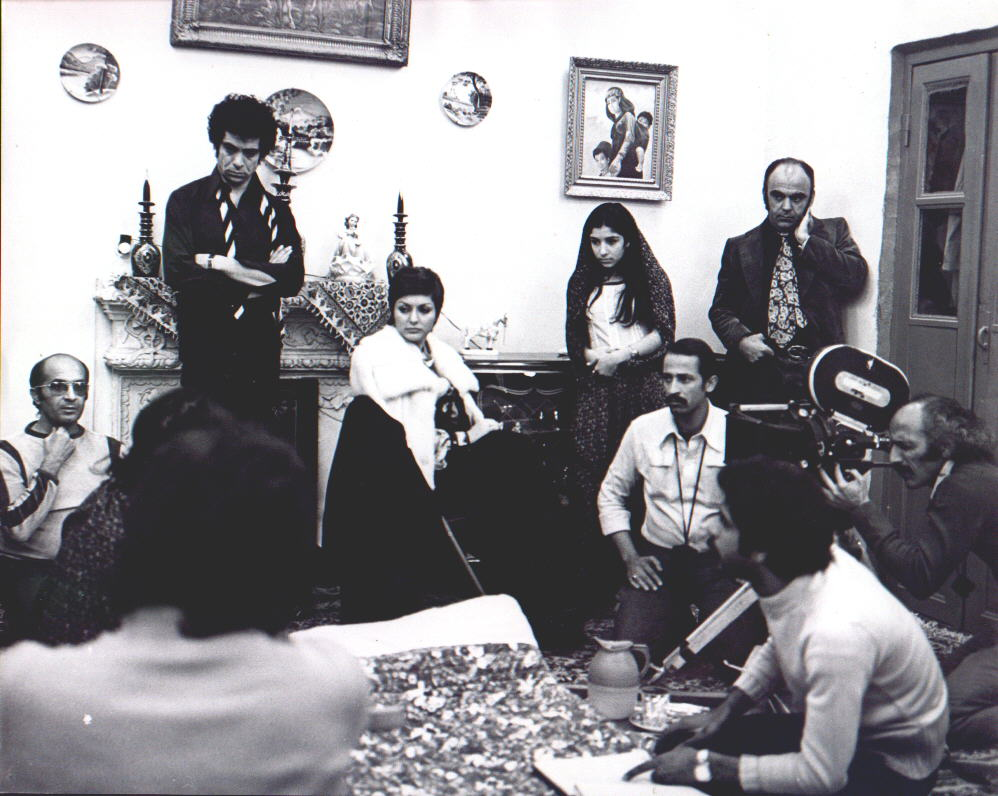
پشت صحنۀ ممل آمریکایی

## بازیگران
- بهروز وثوقی در نقش ممل
- گوگوش در نقش نسرین
- اصغر سمسارزاده
- حمیده خیرآبادی در نقش مادام
- عباس ناظری نیک
- ملیحه نصیری در نقش مادر
- نعمت‌الله گرجی
- داریوش اسدزاده
- آرمان
- پروین سلیمانی
- گیتی فروهر
- حسین شهاب
- رحیم روشنیان
- کارمن (بازیگر)
- فرهاد حمیدی
- رضا حاجیان
- رفیع مددکار
- ذبیح‌الله ذبیح‌پور
- علی دهقان
- طناز
- ساغر